# 이성구 (1901년)
이성구(李聖逑, 1901년 11월 27일 ~ 1950년 8월)는 대한민국의 독립운동가이다.

## 생애
1924년 중화민국 둥베이 지방 펑톈 성(奉天省) 관전현(寬甸縣)에 소재한 대한통의부(大韓統義府) 제8중대 대원으로 평안북도 일대에서 일본 경찰관 주재소 순사들과 교전을 하는 등의 항일 독립 운동을 하다가 체포되어 옥고를 치렀다.
그가 가담한 대한통의부는 1922년 8월 준정부 관련 성향을 지닌 항일 독립 운동 단체로 한인 사회의 자치행정과 항일무장투쟁에 주력하였다. 대한통의부 총장 김동삼(金東三), 부총장 채상덕(蔡相悳), 비서과 과장 고할신(高轄信), 민사부 부장 이웅해(李雄海), 교섭부 부장 김승만(金承萬), 군사부 부장 양규열(梁圭烈), 법무부 부장 현정경(玄正卿), 재무부 부장 이병기(李炳基), 학무부 부장 신언갑(申彦甲), 실업부 부장 변창근(邊昌根), 교통부 부장 오동진(吳東振), 참모부 부장 이천민(李天民) 등이 전격 선출되었다.
그는 1924년 음력 7월경 관전현에서 대한통의부 제8중대에 입대하여 대한독립군 하사 임관, 군사 교육을 받고 1925년 4월, 이창식(李昌植) 등 5명과 함께 장총 등으로 무장하고 국내로 파견되었다. 한 달 후 1925년 5월 1일 평안북도 벽동군(碧潼郡) 학회면(鶴會面) 학상동(鶴上洞), 5월 9일 태천군(泰川郡) 강서면(江西面) 덕평동(德坪洞)과 강동면(江東面) 풍림동(豊林洞)ㆍ덕화동(德化洞)ㆍ암성동(岩城洞) 등에서 군자금을 모집했다. 풍림동 석우시장(石隅市場)에서는 강동경찰관주재소 예하 도순사(江東警察官駐在所 隸下 道巡査) 오노 가네야요시(大野金之助) 등 3명과 약 50여분간 총격전을 벌였다.
1925년 5월 18일 평안북도 영변경찰서에 체포되어, 같은 해 1925년 7월 15일 평안북도 신의주지방법원에서 이른바 제령(制令) 제7호 위반 및 강도살인죄로 징역 15년형을 선고받았다. 두 달 후 1925년 9월 1일 평양복심법원에서 공소가 기각되어 경성형무소에서 옥고를 치르다가 1931년 12월 3일을 기하여 가석방되었다.
이후 그는 1932년 3월, 중화민국 장쑤성 상하이에 망명하여 상하이 주재 대한민국 임시정부 예하 한국독립당 자치행정연대위원 직위를 지내다가 1945년 8월 15일, 중화민국 푸젠성 푸저우에서 조선 광복을 목도하였다.
이후 그는 1946년 2월, 대한민국 고국에 귀국하여 이후 1946년 3월에서 1949년 12월까지 한국독립당 행정특보위원을 역임하였다.
1950년 한국 전쟁 와중에 경기도 부천에서 피난 기거 중 병으로 객사하였다.

## 정당 당원 관련 이력
- 前 한국독립당 자치행정연대위원(1932년 3월 ~ 1946년 3월)
- 前 한국독립당 행정특보위원(1946년 3월 ~ 1949년 12월)

## 사후
그의 사후 대한민국 정부는 고인의 공훈을 기리고자 2015년 대한민국 건국훈장 애국장을 추서하였다.

## 참고 자료
- 대한민국 국가보훈처 공훈록 - 예비역 대한독립군 하사 이성구 前 한국독립당 자치행정연대위원